# Apna
Apna – rzeka w zachodniej Estonii, w zlewie Peipsi.
Rzeka płynie w gminie Kastre, w prowincji Tartu, przepływając przez wsie Rõka, Järvselja, Ahunapalu i Agali.

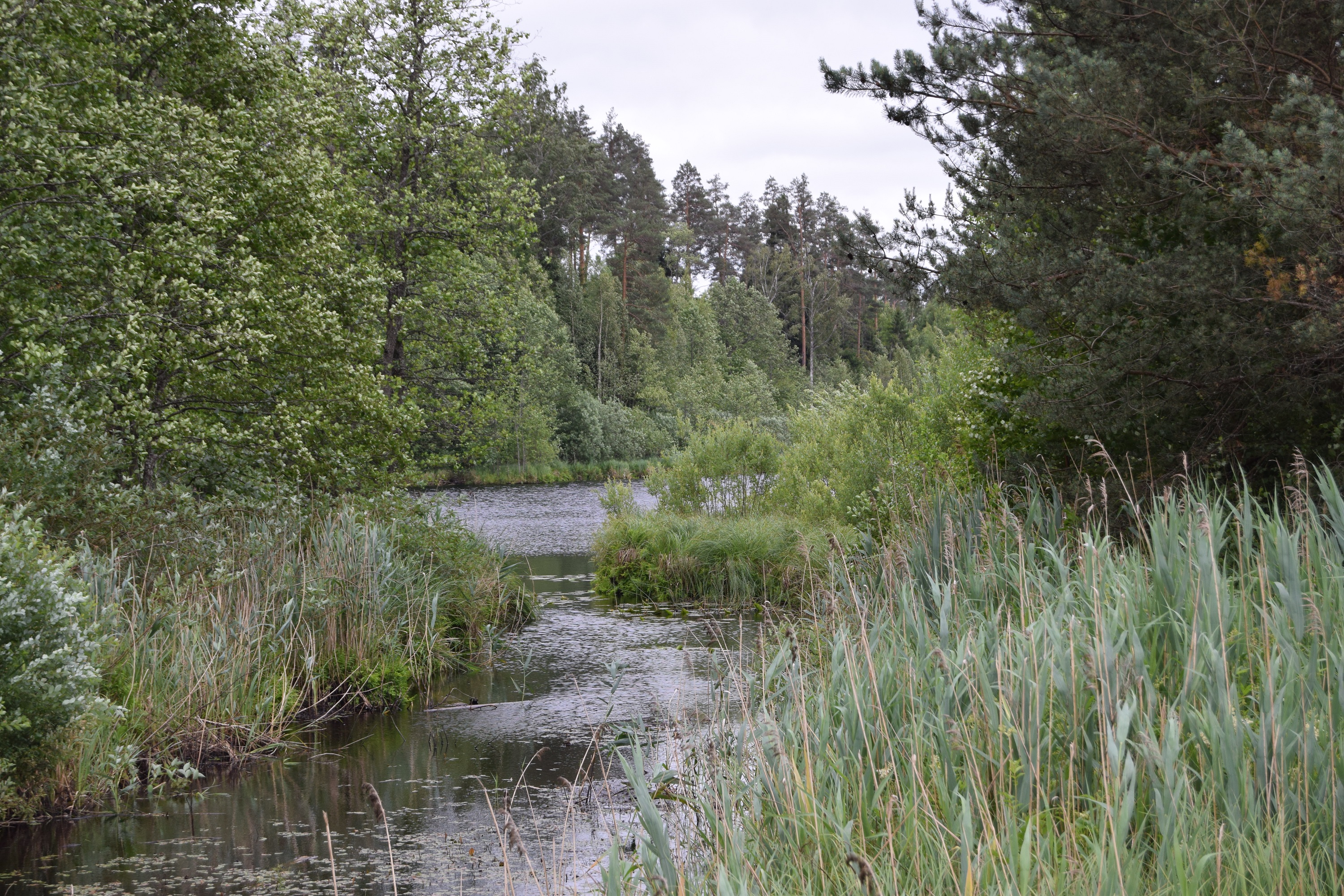
Miejsce, w którym rzeka Apna przepływa przez jezioro

Rzeka Apna przeływa również przez jezioro Selgjärv.
Rzeka należy do typu rzek ciemnowodnych i zasobnych w humus.